# Mont-Saint-Jean (België)

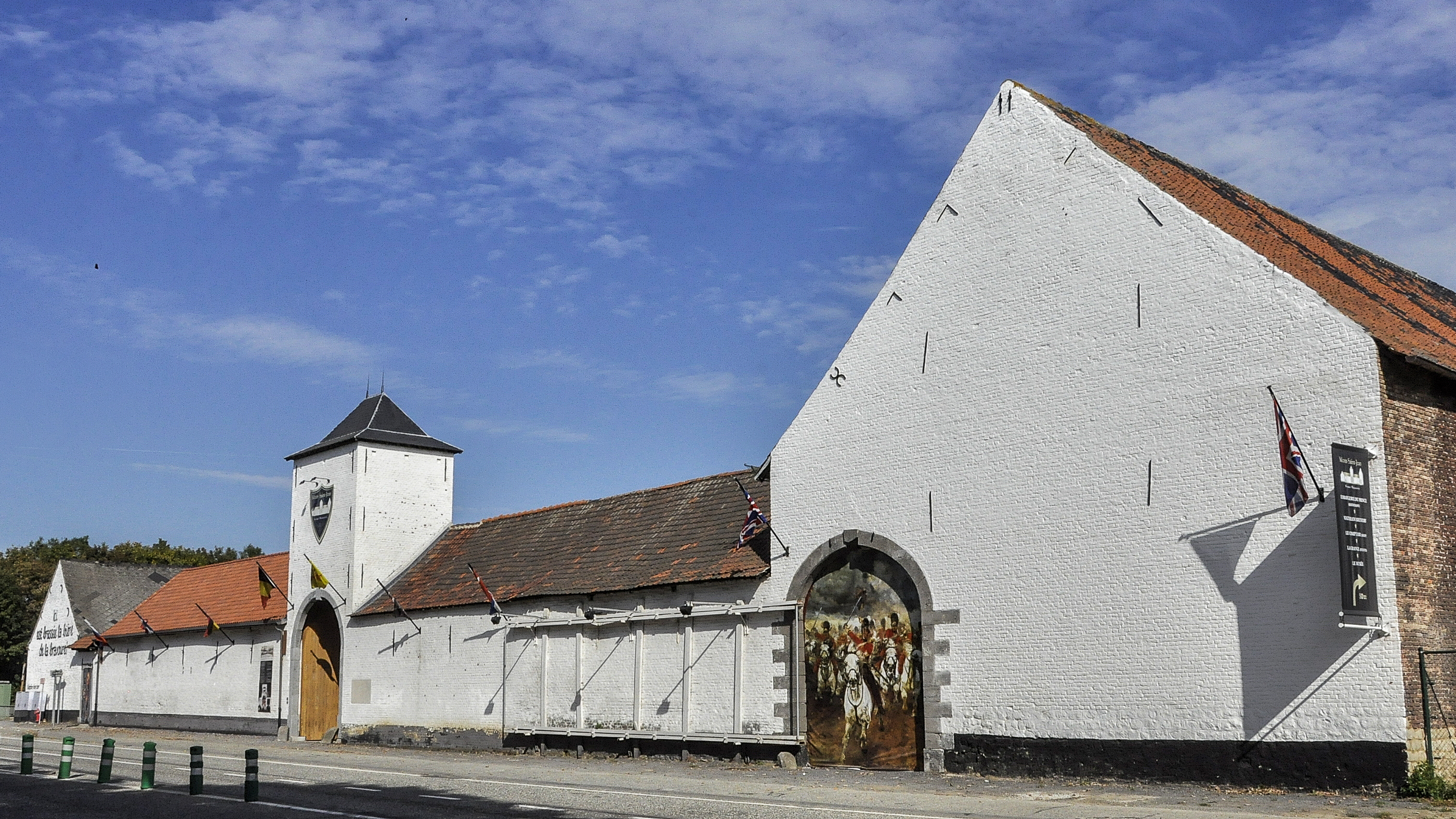
Boerderij van Mont-Saint-Jean

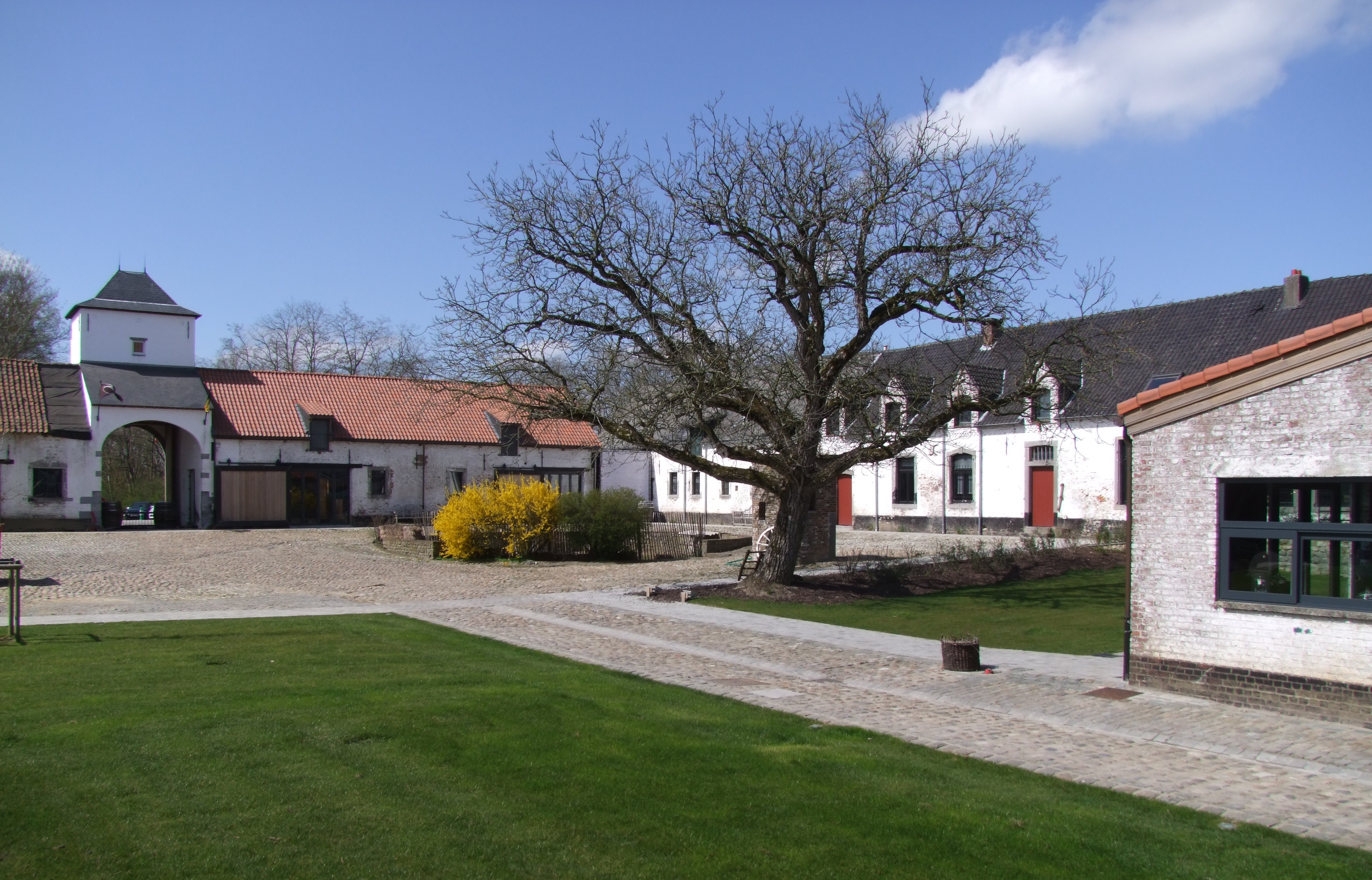
Binnenplaats van de hoeve Mont-Saint-Jean. Het bevat nu een klein museum

Mont-Saint-Jean of Sint Jansberg is een gehucht in de gemeente Eigenbrakel in de Belgische provincie Waals-Brabant. Het ligt in het oosten van Eigenbrakel en vijf kilometer ten zuiden van Waterloo. Hier speelde de slag bij Waterloo,  door Arthur Wellesley, de hertog van Wellington zo genoemd omdat hij zijn hoofdkwartier in Waterloo had en door Napoleon la bataille de Mont-Saint-Jean genoemd. 
De hoeve van Mont-Saint-Jean fungeerde tijdens en na de slag als hospitaal voor geallieerde gewonden. Onder meer Willem van Oranje, lord Fitzroy Somerset (arm kwijt) en de adjudant van Wellington Alexander Gordon werden hier verzorgd op 18 juni 1815. Gordon overleed nog dezelfde dag na amputatie van een been in het hoofdkwartier van de hertog van Wellington. Bij de bij benadering 6 000 gewonden die in dit hospitaal werden verzorgd, waren er een aantal bij wie amputatie nodig was. Hun armen en benen lagen opgestapeld op het binnenplein.